# Corine Mauch
Corine Mauch (Iowa City, 28 de mayo de 1960) es una política suiza, actual alcaldesa elegida de Zúrich, desde 2009 y la primera mujer y lesbiana en ocupar la alcaldía de la ciudad.

## Trayectoria
Mauch nació en los Estados Unidos, hija de Ursula Mauch originaria de cantón de Argovia, miembro del Consejo Nacional de Suiza por el Partido Socialista Suizo (SP). Creció en parte en los EE. UU. y en parte en Suiza. Estudió la Eidgenössische Technische Hochschule Zürich la carrera de Economía agraria. En la actualidad (2009) vive con su pareja, la músico Juliana Müller, en el barrio Unterstrass de Zúrich.
Desde 1990 pertenece al SP. Desde 1999 es miembro del consejo municipal de Zúrich, desde octubre de 2008 como presidenta de la fracción. El 2 de diciembre de 2008 fue nombrada candidata a la sucesión del alcalde Elmar Ledergerber por el SP de la ciudad de Zúrich. En la primera vuelta, el 8 de febrero de 2009, su contrincante, la candidata Kathrin Martelli del Freisinnig-Demokratischen Partei Schweiz (FDP), le ganó por 1300 votos, pero sin alcanzar la mayoría absoluta. En la segunda vuelta, el 29 de marzo de 2009, 41.745 electores elevaron a Corine Mauch a la alcaldía, como primera alcaldesa de Zúrich.